# Talbot Samba Rallye

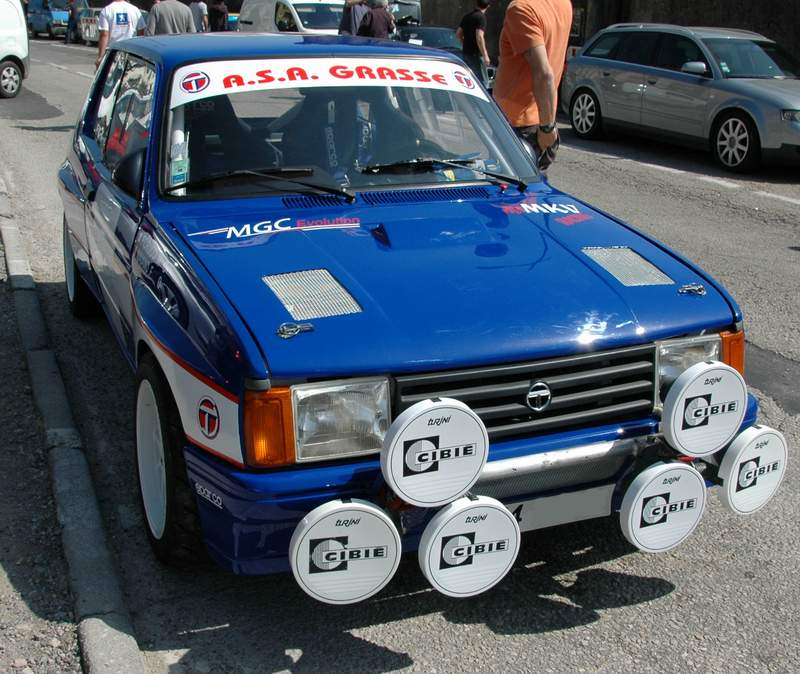
Talbot Samba Groupe B Maiano

La Talbot Samba Rallye Groupe B était une automobile de compétition construite par Peugeot.

## Talbot Samba Rallye Groupe B
Après le succès auprès des pilotes amateurs de la Simca 1000 Rallye et de la 104 Groupe 2 et Groupe 5, Peugeot Talbot Sport sous la houlette de Jean Todt décide d'homologuer la Talbot Samba Rallye en Groupe B.
Elle se révélera être efficace sur l'asphalte, maniable avec une très bonne tenue de route,.

## Talbot Samba Rallye Groupe B type SRE
C'est en janvier 1983 que la Samba type SRE est homologuée fiche B-232. Deux cents exemplaires sont produits par le groupe PTS souhaitant s'orienter vers les pilotes privés.
Le groupe propose un véhicule de compétition moins onéreux que les autres marques mais qui reste très compétitif. Dans sa première version cette Samba GRB n'a rien à envier aux autres voitures du championnat du monde. Son poids plume est de 675 kg grâce aux éléments de carrosserie en fibre de verre (les portières, le hayon arrière, le capot moteur). Les suspensions sont assurées par des combinés filetés. Le système de freinage comprend des étriers Ap Lockheed quatre pistons à l'avant et des étriers alu deux pistons pour l’arrière.
On retrouve aussi l'arceau en alliage d'aluminium, la direction directe, les vitres en Makrolon, le frein à main hydraulique, les jantes monobloc PTS, barre antiroulis avant et arrière, échappement quatre en deux en un, radiateur d'huile, train arrière renforcé.  
Sa motorisation est portée à 1 285 cm³ avec un arbre à cames en tête développant 130 ch, le tout couplé à une boîte de vitesses courte avec autobloquant.

## Talbot Samba Rallye Groupe B  SRE2 évolution
En janvier 1984 la Samba Rallye évolution type SR2 est homologuée.
Les changements sont nombreux : augmentation des voies avec ailes larges en polyester, train avant triangulé, nouveau berceau  moteur, cardans de transmission rallongés et renforcés, pare-chocs avant en fibre avec écopes de refroidissement des freins, nouvelle barre anti-roulis, échappement type trois Y, adoption de frein AP de nouvelle génération  avant et arrière, biellettes de direction spécifiques et la possibilité de choisir cinq modèles d'arceau différents, en aluminium ou en acier.
La motorisation passe à 1 296 cm³ et 136 ch avec l'adoption d'un arbre à cames plus agressif et des conduits d'admissions plus importants.
Rapidement un catalogue comprenant toutes les pièces Samba groupe B est proposé par l'équipe Peugeot. C'est ainsi que certains pilotes privés pouvaient faire construire leur propre samba GrB par de petits ateliers comme Mathiot, Brozzi, Bouhier. Ce qui a pour conséquence d'augmenter le nombre de Samba groupe B au-delà des deux cents exemplaires
initiaux.
La voiture s'est imposée notamment dans la Course de côte al Fito en 1985, avec l'espagnol Paulino Diaz.

## Les motorisations1 440cm3et1 550cm3
Deux motoristes sont à l'origine du développement de ces ultimes évolutions. Ce sont Mathiot et Brozzi, ils obtiennent ces cylindrées en passant l'alésage moteur en 78,50 mm pour le 1440 et 80 mm pour le 1550.
Ces motorisations étaient déjà présentes sur les Peugeot 104 Groupe 5 ainsi que sur la Citroën Visa 1 000 pistes.
Mais pour cadrer avec la réglementation en rallye, il y avait obligation d'alourdir la petit Samba par lestage afin d'obtenir 750 kg qui correspondait à la classe 1 600 cm3. Par contre en course de côte elle était au bon poids de 675 kg et dans cette discipline elle devenait une machine encore plus efficace et redoutable.